# 油布郁人
油布 郁人（ゆふ いくと、1991年7月7日 - ）は大分県出身の元陸上競技選手。専門は中・長距離種目。大分東明高校、駒澤大学経営学部経営学科卒業。富士通陸上競技部所属。現在は現役を引退。

## 人物・経歴
- 中学時代は卓球部に所属していた。
- 高校時代には世代のトップ選手として活躍。1500m・5000m・10000mの三種目で同学年の日本人最高記録を持っていた[2]。高校三年時の2009年インターハイでは1500m・5000mの二種目で日本人1位の成績を収める。全国高校駅伝には3年連続で出場。3年間とも区間順位一桁の走りを見せた。
- 高校卒業後、駅伝の強豪・駒澤大学へ進学。大学4年間を通じて三大駅伝（出雲駅伝・全日本大学駅伝・箱根駅伝）のすべてに出場し、2年時の箱根駅伝以外はすべて区間順位5位以内の成績を収めている。特に全日本大学駅伝では4年連続で3区を走り4年連続で区間賞を獲得した(そのうち1年時・3年時には区間新記録樹立)。大学駅伝では、他の区間と比べて比較的距離の短い区間や、起伏が少ないスピードランナーが多く集まる区間を担当することが多かった。トラック競技でも、高校時代に引き続き活躍。1年時にアジアジュニア陸上競技選手権大会に日本代表として出場し、1500m4位・5000m2位入賞を果たす。2年時には第26回夏季ユニバーシアード日本代表に選出され、5000mに出場した。また4年時には日本インカレ1500mで優勝した。
- 大学時代は5000m・10000mという長距離トラックや駅伝だけではなく、中距離種目である1500mでの目立った活躍も多かった。そして、大学卒業後は、村上康則・田中佳祐といった日本選手権1500mで優勝経験のある中距離選手も所属する富士通に入社。入社1年目の第98回日本選手権では1500mに出場し6位入賞した[3]。

## 主な戦績
| 年   | 大会                               | 種目         | 順位             | 記録                |
| ---- | ---------------------------------- | ------------ | ---------------- | ------------------- |
| 2009 | 全国高校総体                       | 1500m        | 2位 (日本人1位)  | 3分47秒32           |
| 2009 | 全国高校総体                       | 5000m        | 4位 (日本人１位) | 14分02秒11          |
| 2009 | 新潟国体                           | 少年A 10000m | 3位              | 28分51秒71 (大会新) |
| 2010 | 関東インカレ                       | 2部 1500m    | 優勝             | 3分50秒88           |
| 2010 | アジアジュニア選手権               | 1500m        | 4位              | 4分02秒60           |
| 2010 | アジアジュニア選手権               | 5000m        | 2位              | 15分08秒93          |
| 2011 | 関東インカレ                       | 2部 1500m    | 優勝             | 3分48秒27           |
| 2011 | ユニバーシアード                   | 5000m        | 14位             | 14分38秒29          |
| 2013 | 関東インカレ                       | 2部 1500m    | 2位              | 3分50秒01           |
| 2013 | 日本インカレ                       | 1500m        | 優勝             | 3分46秒29           |
| 2014 | 日本選手権                         | 1500m        | 6位              | 3分47秒15           |
| 2016 | 第56回唐津10マイルロードレース大会 | 10マイル     | 優勝             | 47分47秒            |

## 駅伝成績

### 都道府県対抗男子駅伝
| 区分   | 年(回)         | 区間 | 区間順位 | 記録     |
| ------ | -------------- | ---- | -------- | -------- |
| 中学生 | 2007年(第12回) | 2区  | 区間5位  | 8分39秒  |
| 高校生 | 2008年(第13回) | 1区  | 区間7位  | 20分18秒 |
| 高校生 | 2010年(第15回) | 5区  | 区間6位  | 24分56秒 |
| 一般   | 2011年(第16回) | 3区  | 区間14位 | 24分23秒 |
| 一般   | 2013年(第18回) | 3区  | 区間8位  | 24分11秒 |
| 一般   | 2016年(第21回) | 3区  | 区間6位  | 24分51秒 |

※いずれも大分県チームからの出場

### 全国高校駅伝
| 学年  | 年(回)         | 区間 | 区間順位 | 記録     |
| ----- | -------------- | ---- | -------- | -------- |
| 1年生 | 2007年(第58回) | 4区  | 区間9位  | 24分15秒 |
| 2年生 | 2008年(第59回) | 1区  | 区間3位  | 29分55秒 |
| 3年生 | 2009年(第60回) | 1区  | 区間2位  | 29分10秒 |

### 大学三大駅伝
| 学年             | 出雲駅伝                    | 全日本大学駅伝                     | 箱根駅伝                          |
| ---------------- | --------------------------- | ---------------------------------- | --------------------------------- |
| 1年生 (2010年度) | 第22回 2区-区間5位 17分04秒 | 第42回 3区-区間賞 27分02秒(区間新) | 第87回 1区-区間3位 1時間04分15秒  |
| 2年生 (2011年度) | 第23回 4区-区間4位 18分46秒 | 第43回 3区-区間賞 27分13秒         | 第88回 3区-区間12位 1時間04分03秒 |
| 3年生 (2012年度) | 第24回 4区-区間3位 17分55秒 | 第44回 3区-区間賞 26分55秒(区間新) | 第89回 1区-区間4位 1時間03分58秒  |
| 4年生 (2013年度) | 第25回 4区-区間2位 18分03秒 | 第45回 3区-区間賞 27分07秒         | 第90回 3区-区間3位 1時間03分34秒  |

### 全日本実業団駅伝
| 所属   | 年(回)         | 区間 | 区間順位 | 記録     |
| ------ | -------------- | ---- | -------- | -------- |
| 富士通 | 2015年(第59回) | 3区  | 区間23位 | 39分56秒 |
| 富士通 | 2016年(第60回) | 6区  | 区間2位  | 37分57秒 |